# Cressat
Cressat – miejscowość i gmina we Francji, w regionie Nowa Akwitania, w departamencie Creuse.
Według danych na rok 1990 gminę zamieszkiwały 552 osoby, a gęstość zaludnienia wynosiła 17 osób/km² (wśród 747 gmin Limousin Cressat plasuje się na 236. miejscu pod względem liczby ludności, natomiast pod względem powierzchni na miejscu 144.).